# Renault Master
El Renault Master es un vehículo comercial ligero producido por el fabricante francés Renault desde 1980 en la planta de Batilly (Meurthe y Mosela).
La segunda y tercera generaciones de este vehículo comercial también han sido vendidas por otras marcas, bajo los nombres de Opel Movano en la Europa continental, Vauxhall Movano en el Reino Unido y Nissan Interstar / NV400. Sus motorizaciones actuales son un gasolina de 1.9 litros de cilindrada, y diésel con inyección directa common-rail de 2.2, 2.5 y 2.8 litros de cilindrada.

## Primera generación (1980-1997)

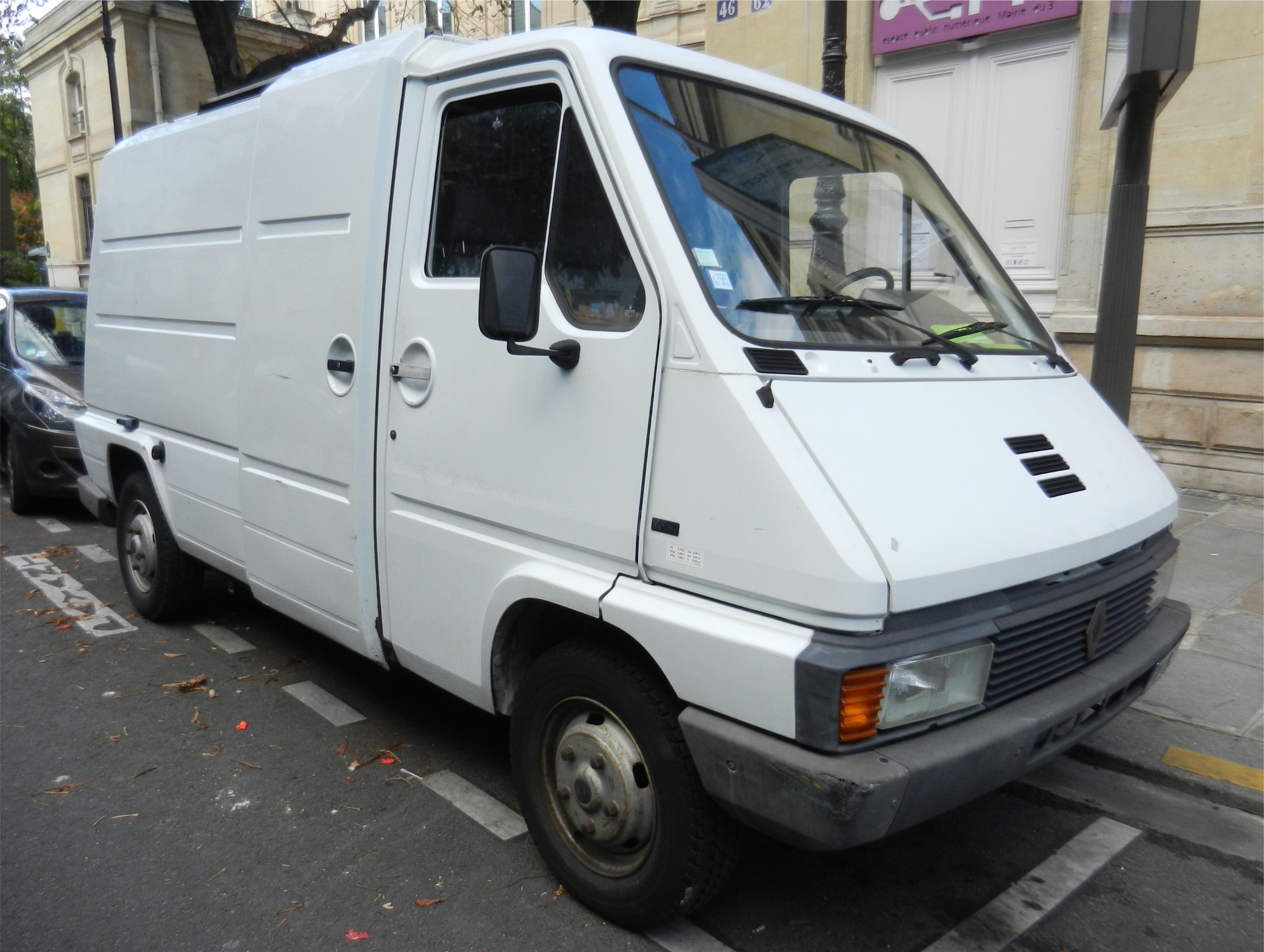
Master I.

El Renault Master original se lanzó en septiembre de 1980. Originalmente lanzado con el motor diesel 2.5 L (2445 cc) Fiat-Sofim, y desde 1984 también con el 2.1 L (2068 cc). En raras ocasiones, el Master se vendió con un motor de gasolina Renault 2.0 L o 2.2 L.
Compitieron con varios productos de otros fabricantes, pero también con los modelos más pequeños del propio Renault o el Dodge 50 Series, que más tarde se estaba construyendo como Renault 50 Series, después de la adquisición por parte de Renault de las instalaciones de producción de Dodge en el Reino Unido. (en el momento de la adquisición por Peugeot de Chrysler Europa), sin embargo, el Renault Master reemplazó gradualmente a la serie Renault 50 después de la adquisición.
El Master tenía un estilo distintivo con el diseño de las puertas corredizas y las inusuales manijas redondas de las puertas, similares a las del Fiat Ritmo / Strada. La furgoneta se fabricó en la entonces nueva planta de Renault de SoVAB en Batilly (Meurthe y Mosela).
Renault Trucks vendió una versión alternativa más pesada que parecía casi idéntica como el Renault B70 a B120. Apareció por primera vez como B70 (diesel) y como B80 (gasolina) a finales de 1982. Era una camioneta con una carrocería Renault Master I en un chasis separado, tracción trasera y ruedas dobles traseras.
La serie B se ofreció con una gama de opciones de carrocería alternativas. Como el Master (y el más pequeño Trafic) llevaban placas del fabricante de la división de automóviles de Renault, los números de producción de RVI parecían caer en picado cuando el SG2 y SG3 fueron reemplazados gradualmente.
Por lo tanto, en 1982 se decidió transferir la nueva gama de la serie B, más pesada, a RVI. Se agregaron gradualmente versiones más potentes, incorporando turbocharger sy intercooling.
Aunque una versión 4x4 del B90 participó en el Rally Paris Dakar en 1987, la versión "civil" del camión B90 4x4 se presentó sólo en 1990, y se vendió hasta 1999. En 1993, la serie B había un cambio de rejilla y pasó a llamarse Messenger.

## Segunda generación (1997-2010)

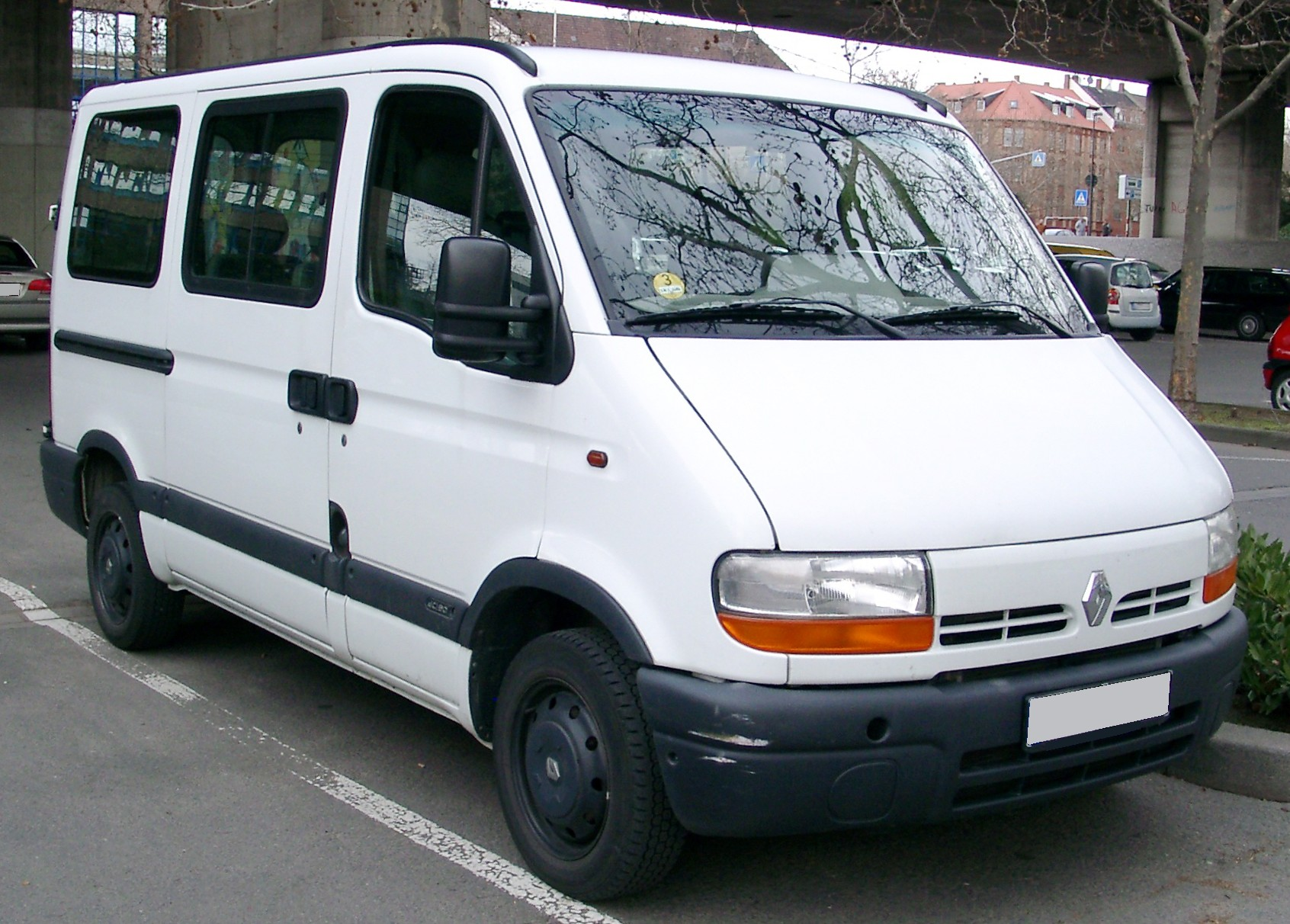
Master II.

El Renault Master de segunda generación, que llegó en noviembre de 1997, era más convencional en apariencia y, aunque desarrollado principalmente por Renault, estaba disponible a partir de 1998 como el casi idéntico Opel Movano (con la insignia en el Reino Unido como el Vauxhall Movano), y del socio cercano de Renault Nissan, de quien estaba disponible como el Nissan Interstar.
Este arreglo refleja la colaboración entre estas empresas en la contraparte más pequeña del Master, el Renault Trafic; Dentro de la industria, existían acuerdos similares para compartir plataformas entre Fiat y Peugeot / Citroën, y también entre Volkswagen y Mercedes.
La segunda generación del Renault Master y la tercera generación del Iveco Daily comparten muchos paneles y algunos componentes de la cabina, incluidas las puertas debido a un acuerdo entre Iveco y Renault estipulado en julio de 1994.
El acuerdo preveía la producción y puesta en común de componentes comunes por un total de 120 mil piezas anuales producidas en las distintas fábricas de Brescia (Italia, Iveco), Suzzara (Italia, Iveco), Valladolid (España, Iveco) y Batilly fábrica de Renault en Francia.
La Master utilizó el motor Renault S-Type en las versiones S9U y S8W / S9W, el  motor G-Type (G9T) y el motor Nissan YD. Los desplazamientos disponibles (no en todos los tamaños de chasis / carrocería) incluyen 2.2, 2.5 y 2.8 litros con una gama de salidas de potencia.
La camioneta recibió un importante lavado de cara a finales de 2003, con un gran rediseño del área de los faros (junto con cambios estéticos en las luces traseras, los espejos retrovisores y el tablero), lo que dio como resultado que la parte delantera se pareciera un poco al Trafic más pequeño. Como su predecesora, la furgoneta estaba disponible en varios tamaños y configuraciones, y era una base popular para la conversión a carrocería ambulancia muy demanda para servicios sanitarios como Cruz Roja y entidades públicas y privadas de sanidad.
Para el Master renovado, la opción de motor de 2.8 litros se reemplazó en algunos mercados con el motor ZD3 de 3.0 litros derivado del motor  Nissan ZD30, variantes ZD3 200 o 202 para configuraciones y variantes de tracción delantera de montaje transversal ; 600, 604, 606 o 608 para configuraciones de tracción trasera. La parrilla fue rediseñada en 2007 en modelos con insignia de Renault.

## Tercera generación (2010-presente)

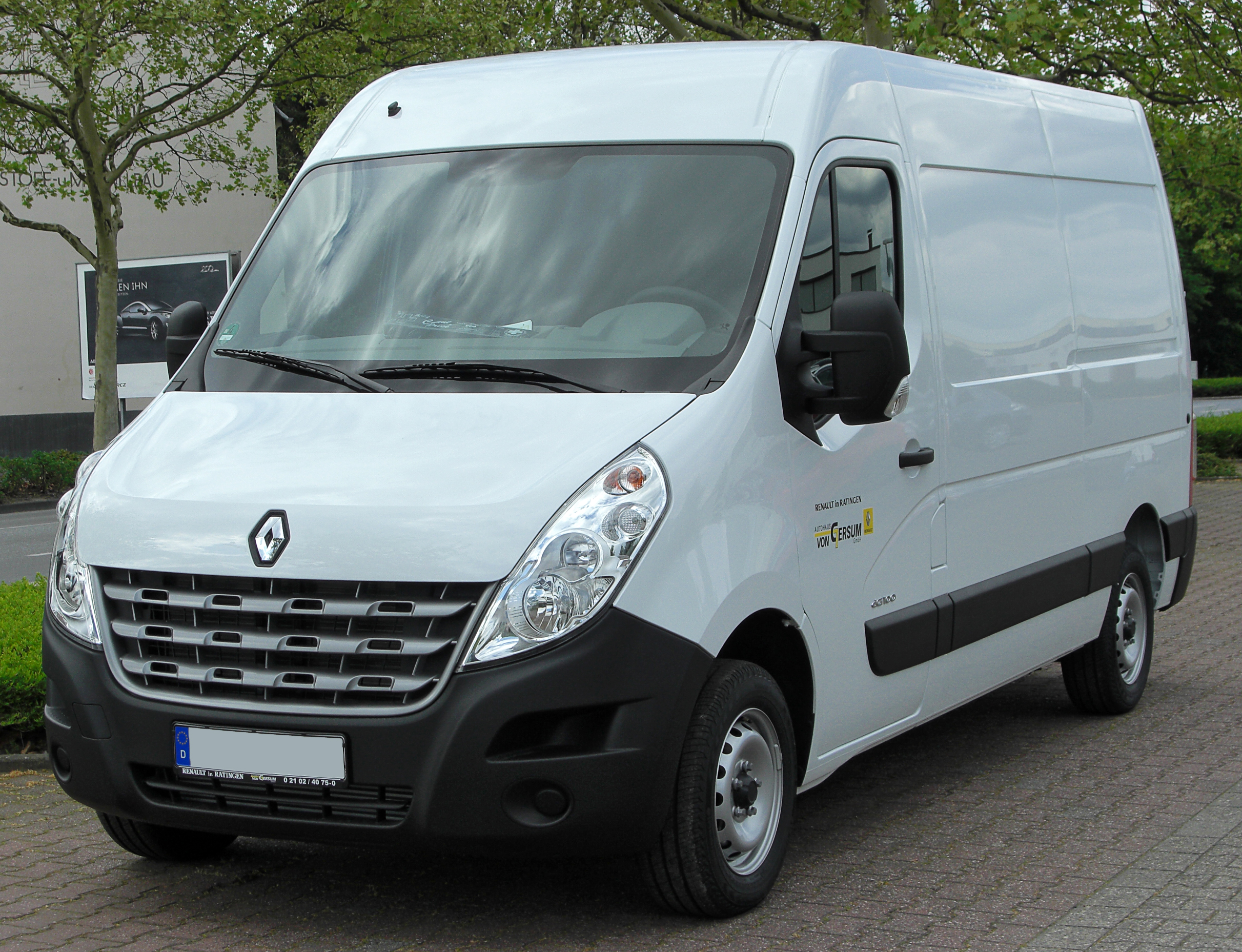
Master III.

En el verano de 2010 se introdujo una nueva generación del Renault Master, que nuevamente incluyó el renovado Opel / Vauxhall Movano y el Nissan NV400. Es la primera vez que Opel / Vauxhall o Nissan están disponibles con tracción trasera simple / doble. 
El motor diesel de cuatro cilindros tipo M de 2.3 litros es compartido por las cuatro marcas y está disponible en tres estados de sintonía, desde 100 PS (74 kW; 99 bhp) a 150 PS (110 kW; 148 bhp). Renault Trucks descontinuó el Mascott y vendió el Master de tercera generación solo en formato chasis cabina, con cargas útiles de hasta 2,5 toneladas. 
En el Reino Unido, el Movano está disponible en una amplia gama de configuraciones de altura, longitud y peso, y es capaz de transportar hasta 4.500 kg (9.900 lb). En 2014, la parrilla delantera se renovó en el Renault Master, pero el lavado de cara no se aplicó a las versiones Opel / Vauxhall. El 18 de abril de 2016, Renault anunció que comenzaría a producir una versión todoterreno del Renault Master, con un diseño de tracción en las cuatro ruedas.  
En Corea del Sur, el 15 de octubre de 2018 se lanzaron las furgonetas FF Layout Master L1H1 (S) y L2H2 (L). Se importan de Francia. El primer Master en el mercado surcoreano será el diésel con caja de cambios manual. El precio de la versión corta del trim (S) es de 29,000,000won, el precio de la furgoneta de cuerpo largo (L) es de 31,000,000won. Renault Corea posiblemente considere competidores como el Hyundai Starex y el Hyundai H350.
En 2019, se introdujo un modelo renovado para el año modelo 2020. 
En 2021, el Opel / Vauxhall Movano se suspendió debido a la asociación de Opel / Vauxhall con el Grupo PSA, ahora conocido como Stellantis, y se reemplazó por un nuevo Movano, basado en el Fiat Ducato.

## Configuraciones
El Renault Master se ofrece en una gama de posibilidades en términos de chasis y de mecánicas:
| Furgones en chapa o acristalados                                         | Volquetes con cabina simple o doble                       | Chasis cabina simple o doble                                              | Plataforma cabina                                               | Combi, Minibús, Autobús largo                                                                                 | Plataforma con laterales abatibles simple y cabina doble         |
| ------------------------------------------------------------------------ | --------------------------------------------------------- | ------------------------------------------------------------------------- | --------------------------------------------------------------- | --- | ---------------------------------------------------------------- |
| - 3 alturas de techo - 3 distancias entre ejes - 6 versiones - 3 motores | - Alturas de techo - Versión - P.T.C.: 3,5 Tm - 3 motores | - 3 batallas - 5 versiones - P.T.C.: de 2,8 Tm y hasta 3,5 Tm - 3 motores | - 2 alturas de techo - 4 versiones - P.T.C.: 3,5 Tm - 3 motores | - Combi 6 a 9 plazas, minibús 9 plazas o autobús largo sobreelevado de 16 plazas - P.T.C.: 3,9 Tm - 3 motores | - 3 batallas - 5 versiones - P.T.C.: 2,8 Tm – 3,5 Tm - 3 motores |

## Versiones
Versiones de diferentes fabricantes de la segunda generación (1997-2010) con la reestilización del 2003:

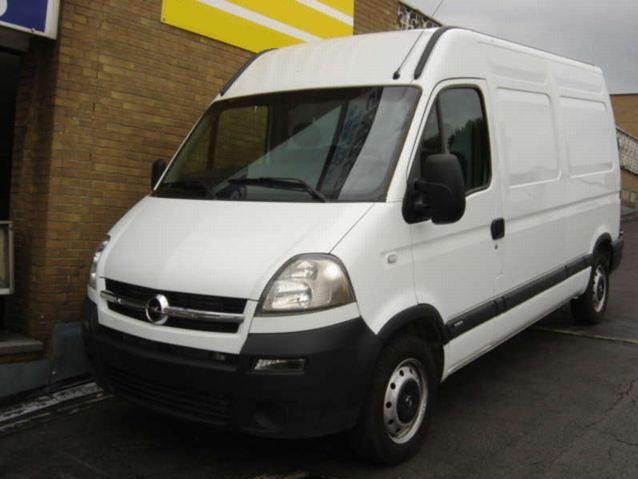
Opel Movano
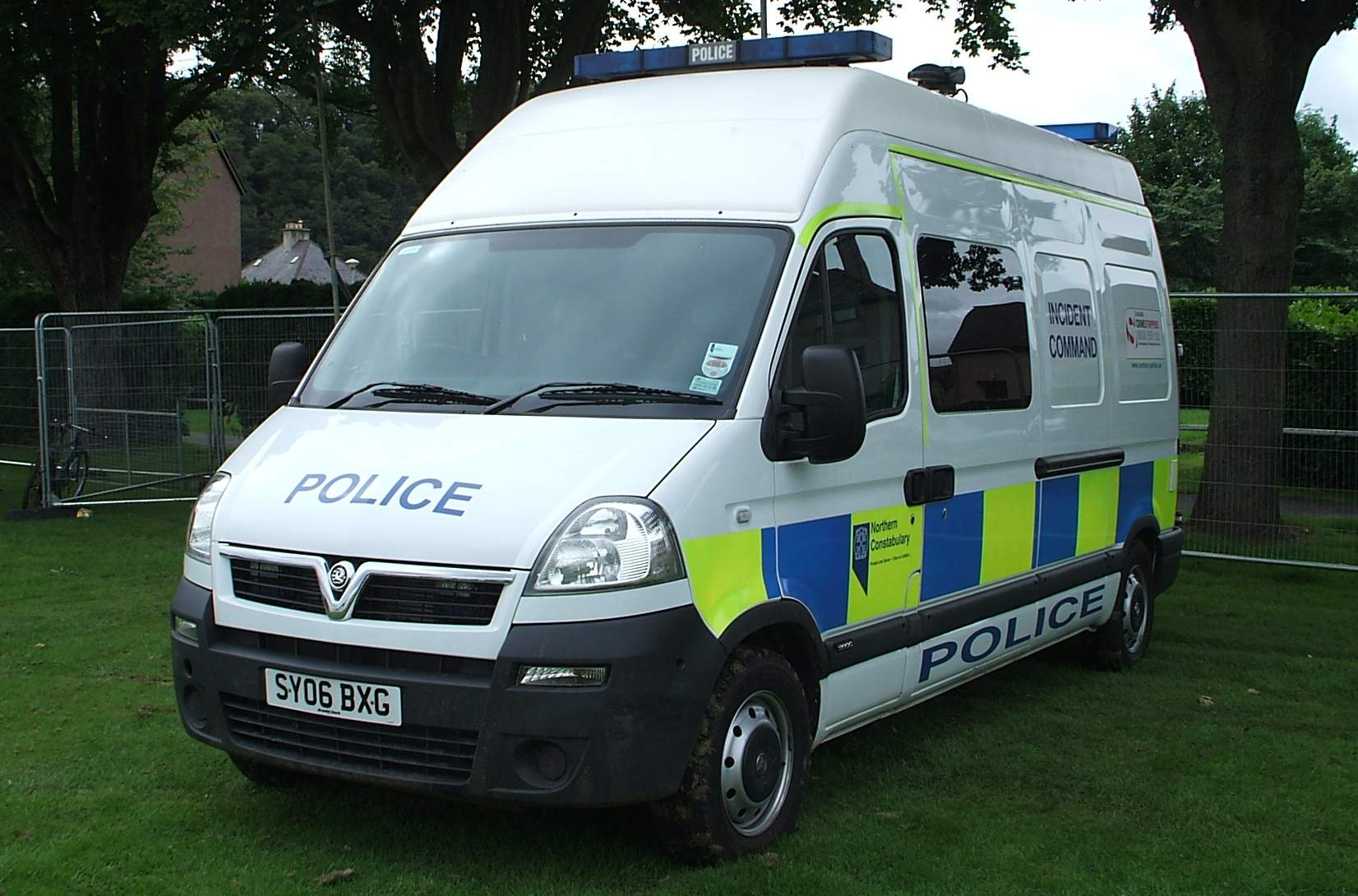
Vauxhall Movano
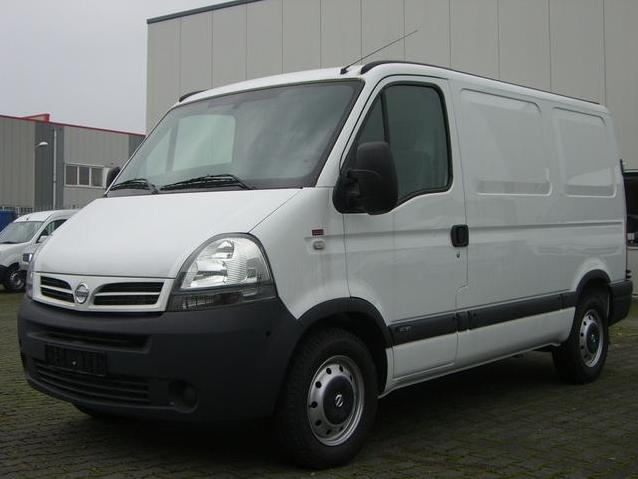
Nissan Interstar